# Grallaire à gorge blanche
Grallaria albigula
Espèce
Statut de conservation UICN

 LC  : Préoccupation mineure
La Grallaire à gorge blanche (Grallaria albigula) est une espèce d'oiseaux de la famille des Grallariidae vivant dans l'Ouest de l'Amérique du Sud.

## Description
L'adulte mesure environ 18 cm pour un poids de 87 g. 

## Répartition et habitat
Cette espèce est présente au Pérou, en Bolivie et en Argentine. 
Son habitat naturel est subtropical ou des forêts tropicales humides[réf. nécessaire].

## Liste des sous-espèces
Selon la classification de référence du Congrès ornithologique international (version 10.2, 2020) :
- Grallaria albigula albigula Chapman, 1923 dans le Sud-Est du Pérou et en Bolivie ;
- Grallaria albigula cinereiventris Olrog & Contino, F, 1970 dans le Nord-Ouest de l'Argentine.